# Carlos Lanza
Carlos Ovidio Lanza Martínez (Talanga, 15 maggio 1989) è un calciatore honduregno, centrocampista del Motagua.

## Carriera

### Club
Ha sempre giocato nel campionato honduregno.

### Nazionale
Ha esordito con la maglia della Nazionale l'8 luglio 2017 in occasione del match Honduras-Costa Rica (0-1) della fase a gironi della Gold Cup 2017.